# Allopauropus magnus
Allopauropus magnus är en mångfotingart som beskrevs av Paul Auguste Remy 1956. Allopauropus magnus ingår i släktet småfåfotingar, och familjen fåfotingar. Inga underarter finns listade i Catalogue of Life.